# Leonard Carey
Leonard Carey, född 25 februari 1887 i London, England, död 11 september 1977 i Woodland Hills, Los Angeles, Kalifornien, var en brittisk skådespelare som främst var verksam i USA. Carey som medverkade i runt 140 filmer anlitades frekvent som skådespelare i Hollywood för filmroller som butler eller tjänare.

## Filmografi urval
- 1931 – Nära Sing-Sing
- 1932 – Shanghaiexpressen (ej krediterad)
- 1933 – Akta er för gnistor!
- 1935 – Familjens lilla solstråle
- 1936 – Folkets jubel (ej krediterad)
- 1936 – Hans fru och hans sekreterare (ej krediterad)
- 1937 – Äventyr i societen
- 1939 – Den suveräne tjuven
- 1939 – Baskervilles hund
- 1940 – Rebecca
- 1940 – Reuter meddelar (ej krediterad)
- 1940 – Tänk om jag gifter mig med chefen! (ej krediterad)
- 1941 – Härligt men farligt (ej krediterad)
- 1941 – Illdåd planeras? (ej krediterad)
- 1942 – Över allt förnuft (ej krediterad)
- 1942 – Mrs. Miniver (ej krediterad)
- 1943 – Himlen kan vänta (ej krediterad)
- 1944 – Gasljus
- 1944 – I skuggan av ett tecken (ej krediterad)
- 1944 – Över alla hinder (ej krediterad)
- 1946 – I morgon och för alltid (ej krediterad)
- 1947 – En kvinnas hemlighet (ej krediterad)
- 1949 – Förmöget folk (ej krediterad)
- 1949 – Den stängda trädgården (ej krediterad)
- 1951 – Ensam dam får besök
- 1951 – Främlingar på tåg (ej krediterad)
- 1956 – Det femte offret (ej krediterad)